# كيابون بوناري
كيابون بوناري (الاسم العلمي:Cayaponia bonariensis) هو نوع من النباتات يتبع جنس الكيابون من الفصيلة القرعية.